# 亞歷山卓的辛克萊蒂卡
亞歷山卓的辛克萊蒂卡 (羅馬化：Synkletikḗ 'Synkletikḗ' ) ，是公元4世纪羅馬治下埃及的基督教圣人和沙漠教母。她是据称由亚他那修所寫的希腊圣徒传记《辛克萊蒂卡傳》（[Vita S. Syncleticæ] 错误：{{Lang}}：無法辨識語言標籤 grec-ere（帮助））的主角，但实际上亞他那修在450年前并未写成該書。 在《沙漠教父的警語》（Apophthegmata Patrum）中，她以女修道院長辛克萊蒂卡的隐士形象出現，有28条警語归功於她。 